# Double Dragon II: The Revenge
Double Dragon II: The Revenge (ダブルドラゴンII ザ・リベンジ) é um jogo de vídeo game de rolagem horizontal do gênero beat 'em up, produzido pela Technōs Japan originalmente lançado para fliperamas em 1988. É a primeira sequela de Double Dragon, que havia sido lançado durante o ano anterior. A sequela envolve os irmãos Billy e Jimmy Lee, em uma missão para vingar a sua namorada Mariana, após ela ser morta pelo líder dos Black Warriors, Willy, em uma retaliação contra os irmãos Lee pela sua derrota no final do jogo anterior. Double Dragon II foi desenvolvido inicialmente como uma expansão para o original Double Dragon, mas evoluiu para um jogo independente, devido a um aumento no tamanho da memória.

## Jogabilidade
A versão arcade de Double Dragon II: The Revenge começa com Mariana, a donzela em perigo sendo morta pelo líder dos Black Warriors. Mais uma vez, os jogadores assumem o papel dos irmãos Billy e Jimmy Lee, agora encarregados de vingar a morte de Mariana. A versão arcade do jogo é, essencialmente, uma versão aprimorada do jogo original. A maior mudança no controles do jogo são, botões de soco e chute, com dois direcionais baseado em botões de ataque (Ataque à Esquerda e Direita de Ataque), semelhante ao Renegade. Pressionando o botão de ataque do jogador dará um padrão série de socos, enquanto pressionando o botão oposto ele dará um chute para trás. Alguns movimentos novos foram adicionados, bem como, incluindo o Chute Furacão.
Quase todos os personagens inimigos do primeiro jogo foram reformados e novos movimentos foram acrescentados. As armas que podem ser usadas pelo jogador também foram modificadas. Os morcegos de aço e as bananas de dinamite por exemplo, foram substituídas por pás e granadas.
Como no jogo original, a versão arcade de Double Dragon II é dividida em quatro missões: um heliporto, um armazém de madeira, uma fazenda, e o novo esconderijo do chefe. Cada etapa tem o seu próprio chefe com seu próprio tema. Depois de derrotar Willy (o chefe final do jogo original), no quarto estágio, o jogador irá enfrentar uma cópia de seu próprio personagem na batalha final. Se dois jogadores chegarem ao final juntos, então ambos, cada um irá ter para enfrentar o seu próprio clone.

## Versões alternativas e ports
Uma versão para consoles de 8-bits foi lançado para o Nintendo Entertainment System (NES) em 1990, desenvolvida pela Technōs, apesar de muito distintas do jogo de arcade. Ele foi refeito por Naxat Soft fez uma versão para TurboGrafx-16, em 1993.
A Virgen Mastertronic lançou adaptações da versão de arcade para ZX Spectrum, Commodore 64, IBM PC, Commodore Amiga, Amstrad CPC e Atari ST, em 1989. As adaptações foram feitas pela Binary Design. Em 2013, o Internet Archive colocou  a versão de ms-DOS para download.
A versão de Mega Drive de Double Dragon II: The Revenge foi lançado pela Palsoft exclusivamente no Japão em 20 de dezembro de 1991. Ao contrário da versão de NES, a de Mega Drive é quase igual a de original de fliperama, com as mesmas fases, técnicas e armas, assim como quase todos os personagens inimigos. A única mudança significativa no design foi na Missão 2, que foi substancialmente alterada a fim de torná-la mais longa e mais complexa. No entanto, os personagens foram redesenhados muito menores e são menos coloridos que a do Genesis, lançada um ano mais tarde, na América do Norte e Europa. O jogo tem problemas de compatibilidade, quando jogado com controle de 6 botões, sofrendo de um ligeiro atraso de entrada quando os jogadores se movem com o botão direcional.
Double Dragon II foi relançado em 2013 , junto com os outros dois jogos de arcade em uma compilação intitulada Double Dragon Trilogy produzida pela DotEmu, que foi lançado para iOS, Android e Steam.

### Wander of the Dragons
Double Dragon II: Wander of the Dragons é uma versão 3D vagamente baseada no arcade Double Dragon II: The Revenge, desenvolvida pela desenvolvedora coreana GRAVITY e publicado pela Barunson Creative Co. Ltd. O título foi anunciado pela primeira vez em 2011, mas foi arquivado por dois anos. Ele foi finalmente lançado no dia 5 de abril, 2013 para download digital para o Xbox 360 via Xbox Live Arcade.
Ele recebeu críticas extremamente negativas, com uma pontuação de 18.12% no Gamerankings e uma pontuação de 17 no Metacritic. Atualmente, é a mais baixa pontuação de um jogo de Xbox 360 no Metacritic, e a sétima menor jogo em todas as plataformas. O site GamesRadar classificou como a 42ª pior jogo de todos os tempos. A equipe comparado desfavoravelmente ao anterior Double Dragon Neon.